# Карија (митологија)
Карија је у грчкој митологији била нимфа хамадријада ораховог дрвета.

## Митологија
Осим нимфе, позната је и Карија, кћерка Диона, краља Лаконије и Ифитеје. Када је на двору боравио Дионис, заљубио се у Карију, а и она у њега. Зато је поново дошао у посету Диону под изговором да посвети храм који му је краљ подигао. Међутим, њене две сестре су покушале да их раздвоје и нису одустајале чак и када им је он открио да је бог. Зато их је он казнио лудилом и оне су отишле на планину Тајгет, где су се претвориле у камење. Карија се претворила у орах. Према другим изворима, њихову љубав је спречила њена изненадна смрт у Карији. Дионис је жалио због тога, али није могао да је врати у живот. Уместо тога ју је претворио у дрво ораха. Артемида је Каријиним земљацима донела вести о њеној смрти, због чега је добила епитет Артемида Каријатида. Исти извори наводе да је Карија повезивана са титанком Метидом.